# ماسایوشی تاکاناکا
ماسایوشی تاکاناکا (高中 正義 Takanaka Masayoshi) گیتاریست و آهنگساز ژاپنی، زاده شهر شیناگاوا در توکیو است. او یکی از پیشگامان سبک جاز فیوژن در ژاپن است، موسیقی او تأثیر بسیاری به سبک جی-پاپ امروزی گذاشته‌است.

## حرفه
ماسایوشی تاکاناکا فعالیت حرفه ای خود را در سال ۱۹۷۱ با نواختن گیتار و گیتار باس در گروه پراگسیو راک Flied Egg تحت لیبل Vertigo آغاز کرد. در سال ۱۹۷۲، تاکاناکا به گروه Sadistic Mika Band پیوست. پس از فروپاشی گروه دو نفر از اعضای اصلی خود از هم پاشید و در سال ۱۹۷۶، تاکاناکا اولین آلبوم انفرادی خود را به نام Seychelles منتشر کرد. در طول دهه‌های ۷۰ و ۸۰، تاکاناکا به تولیدات خود ادامه داد و بیش از بیست آلبوم و تک‌آهنگ تحت لیبل Kitty Records تا سال ۱۹۸۴ و EMI از سال ۱۹۸۵ تا ۲۰۰۰ منتشر کرد. در سال ۲۰۰۰، او شرکت ضبط خود را با نام Lagoon Records تأسیس کرد.
تاکاناکا به خاطر گیتارهای پر زرق و برقش، از جمله Fender Stratocaster طلایی رنگ، شناخته شده‌است. او همچنین یک گیتار یاماها SG علامت تجاری "lagoon-blue" دارد که در طول اجراهای زنده می‌نوازد.
او با چندین هنرمند موسیقی و گروه‌های دیگر همکاری کرده‌است که از نمونه‌های قابل توجه آن می‌توان به Santana و Roxy Music اشاره کرد.
اجرای سال ۱۹۸۱ او Penguin Dancer توسط گرایمز (موسیقی‌دان) در آهنگ "Butterfly" در سال ۲۰۱۵ نمونه برداری شد. آهنگ محبوب او در سال 1979 Bu - Blue Lagoon به عنوان چهاردهمین ساز برتر گیتار توسط مجله<a href="https://en.wikipedia.org/wiki/Young_Guitar_Magazine" rel="mw:ExtLink" title="Young Guitar Magazine" class="cx-link" data-linkid="81">Young Guitar Magazine</a> در سال ۲۰۱۹ انتخاب شد

## دیسکوگرافی

### آلبوم‌های استودیویی
- Seychelles (1976)
- Takanaka (1977)
- An Insatiable High (1977)
- Brasilian Skies (1978)
- Jolly Jive (1979)
- T-Wave (1980)
- The Rainbow Goblins (1981)
- Alone (1981)
- Saudade (1982)
- Can I Sing? (1983)
- 夏・全・開 (Open All Summer) (1984)
- Traumatic - Far Eastern Detectives (1985)
- Jungle Jane (1986)
- Rendez-Vous (1987)
- Hot Pepper (1988)
- Gaps! (۱۹۸۹)
- Nail the Pocket (1990)
- Fade to Blue (1992)
- Aquaplanet (1993)
- Wood Chopper's Ball (1994)
- Guitar Wonder (1996)
- The White Goblin (1997)
- Bahama (1998)
- Walkin' (1999)
- Hunpluged (2000)
- Guitar Dream (2001)
- Surf & Turf (2004)
- Summer Road (2009)
- Karuizawa Daydream (2010)
- 40th Year Rainbow (۲۰۱۱)

### آلبوم‌های گردآوری منتخب
- All Of Me (1979)
- The Lover (1993)

### آلبوم‌های زنده
- Super Takanaka Live! (۱۹۸۰)
- Ocean Breeze (1982)
- Rainbow Goblins Story / Live at Budokan (1986)
- Jungle Jane Tour Live (1986)
- One Night Gig (1991)
- Niji Densetsu II - Live at Budokan - Time Machine to the Past (1997)
- The Man with the Guitar (Recorded at Liveteria) (2001)
- 30th Anniversary Power Live With Friends (۲۰۰۱)
- Super Studio Live! (۲۰۱۴)

### آلبوم‌های آموزشی
- On Guitar (1978)
- Little Richard Meets Masayoshi Takanaka (1992)